# 梦旅人
梦旅人是1994年岩井俊二执导的影片。影片在1994年制作，直至1996年才发行上映。电影中使用优美的镜头、景色和音乐来展示了青春的残酷。
电影的主演是Chara、浅野忠信、桥爪浩一。 
电影也同时促成了演员Chara和浅野忠信走到了一起，并完婚。

## 剧情
可可杀死了自己的妹妹被父母送进了精神病院，在医院中她结识了病友小悟和卷毛。卷毛因为憎恶老师而杀掉了老师，小悟则是得了摆脱现实的幻想症。一天他们3人，沿着医院的围墙去冒险。他们想找寻世界末日的样子和到来......

## 所获荣誉
该片获得柏林电影节新闻审查员奖